# Нильсен, Клаус Иллеманн
Клаус Иллеманн Нильсен (дат. Claus Illemann Nielsen; род. 13 января 1964, Калуннборг, Хольбек) — датский футболист на позиции нападающего. Большую часть своей карьеры он провёл в команде «Брондбю», но также выступал за греческий клуб «Панатинаикос» и нидерландский «Твенте».

## Клубная карьера

### Брондбю
Летом 1984 года в возрасте 20 лет он перешел в «Брондбю» из клуба «Калундборг Гимнастикфоринг ог Болдклуб», который некоторое время назывался «Вестшелландс Талентфабрик». Нильсен выступал за «Брондбю» с июля 1984 по июль 1988 года в высшем датском дивизионе (позднее переименованном в Суперлигу в 1991 году). За первые четыре года в клубе он принял участие в 167 матчах, и считался одним из самых стабильных игроков первой команды клуба. В 1984 году он помог «Брондбю» выиграть первый титул клуба, забив решающий гол в финале Кубка датской лиги против «АГФ». В 1984 году он забил несколько голов за «Брондбю», но так как он играл только в последней, осенней половине турнира, этого оказалось недостаточно, чтобы стать лучшим бомбардиром года (этот титул достался Йенсу Кольдингу с одиннадцатью голами). Однако впоследствии Нильсену удалось стать лучшим бомбардиром клуба в течение следующих трех лет: он забил 17 голов в 1985 году, затем 16 голов в 1986 году и, наконец, 20 голов в 1987 году.
В 1985 году Клаус Нильсен был удостоен звания «лучший игрок года в „Брондбю“», а также стал лучшим бомбардиром датской лиги в 1986 и 1987 годах. Длинная череда голов Нильсена также помогла «Брондбю» выиграть чемпионат Дании в 1985 и 1987 годах. Весной 1988 года он продолжал играть хорошо, но поскольку он перешёл в «Панатинаикос» уже после первой половины сезона, он не был в состоянии повторить свой титул лучшего бомбардира «Брондбю» в 1988 году.

### Панатинаикос
Сезон 1988—89 годов он провёл за греческий клуб «Панатинаикос». Но, забив всего шесть голов в 20 матчах, он добился в Греции лишь ограниченного успеха.

### Твенте
После своего короткого греческого приключения следующие два сезона с 1989 по 1991 год он провел за «Твенте» в нидерландском Эредивизие. Здесь он продолжил забивать в высоком темпе, забив в общей сложности 22 гола в 39 матчах.

### Возвращение в Брондбю
В июле 1991 года он снова перешел в «Брондбю». Сыграв 13 матчей осенью 1991 года, он получил ещё одну серьезную травму колена, которая вывела его из состава команды на всю весну 1992 года. Осенью 1992 года он предпринял короткую попытку возвращения, но травма продолжала беспокоить его, поэтому осенью он провёл за клуб еще только четыре матча, последний из которых состоялся в ноябре 1992 года. После длительной программы реабилитации он был близок к возвращению в первую команду, когда травма колена вновь дала о себе знать в тренировочном матче против «ИФК Гётеборг» в январе 1993 года. Вскоре после этого, в марте 1993 года, в возрасте всего 29 лет и после пяти операций на колене, он решил завершить футбольную карьеру.

## Международная карьера
Нильсен дебютировал за сборную Дании 29 октября 1986 года в отборочном матче чемпионата Европы 1988 года, выиграв у сборной Финляндии со счетом 1:0. Нильсен сыграл 14 матчей и забил восемь голов за сборную Дании по футболу с октября 1986 по июнь 1991 года.

## Основные моменты карьеры

### Клубная статистика
Общее количество голов за «Брондбю» (1984—1988 и 1991—1992):
- В датской лиге: 68 голов
- В Кубке Дании: восемь голов
- В Кубке датской лиги: три гола
- В Кубке Интертото УЕФА: девять голов
- В Кубке УЕФА/Лиге чемпионов УЕФА: три гола
- Всего забито в 184 матчах: 91 гол

### Матчи Нильсена за сборную Дании
| Матчи Нильсена за сборную Дании | Матчи Нильсена за сборную Дании | Матчи Нильсена за сборную Дании | Матчи Нильсена за сборную Дании | Матчи Нильсена за сборную Дании | Матчи Нильсена за сборную Дании |
| ------------------------------- | ------------------------------- | ------------------------------- | ------------------------------- | ------------------------------- | ------------------------------- |
| №                               | Дата                            | Соперник                        | Счёт                            | Голы Нильсена                   | Соревнование                    |
| 1                               | 29 октября 1986                 | Финляндия                       | 1:0                             | —                               | Чемпионат Европы 1988 (отбор)   |
| 2                               | 20 мая 1987                     | Греция                          | 5:0                             | 2                               | Олимпийские игры 1988 (отбор)   |
| 3                               | 10 июня 1987                    | Румыния                         | 8:0                             | 3                               | Олимпийские игры 1988 (отбор)   |
| 4                               | 26 августа 1987                 | Швеция                          | 0:1                             | —                               | Товарищеский матч               |
| 5                               | 3 сентября 1987                 | Румыния                         | 2:1                             | —                               | Олимпийские игры 1988 (отбор)   |
| 6                               | 9 сентября 1987                 | Уэльс                           | 0:1                             | —                               | Чемпионат Европы 1988 (отбор)   |
| 7                               | 23 сентября 1987                | ФРГ                             | 0:1                             | —                               | Товарищеский матч               |
| 8                               | 28 октября 1987                 | Польша                          | 2:0                             | —                               | Олимпийские игры 1988 (отбор)   |
| 9                               | 18 ноября 1987                  | ФРГ                             | 0:1                             | —                               | Олимпийские игры 1988 (отбор)   |
| 10                              | 30 марта 1988                   | ФРГ                             | 1:1                             | 1                               | Олимпийские игры 1988 (отбор)   |
| 11                              | 20 апреля 1988                  | Греция                          | 4:0                             | 1                               | Олимпийские игры 1988 (отбор)   |
| 12                              | 27 апреля 1988                  | Австрия                         | 0:1                             | —                               | Товарищеский матч               |
| 13                              | 11 апреля 1990                  | Турция                          | 1:0                             | —                               | Товарищеский матч               |
| 14                              | 5 июня 1991                     | Австрия                         | 2:1                             | —                               | Чемпионат Европы 1992 (отбор)   |

Итого: 14 матчей / 7 голов; 8 побед, 1 ничья, 5 поражений.